# Бернард Барух
Бернард Барух (англ. Bernard Baruch; 19 серпня 1870, Камден, Південна Кароліна — 20 червня 1965, Нью-Йорк) — американський фінансист, біржовий маклер, а також політичний і державний діяч. Був радником президента США Вудро Вільсона і Франкліна Д. Рузвельта.

## Життєпис
Народився в Південній Кароліні і був другим з чотирьох синів Симона і Белл Барух. Його батько, Симон Барух (1840—1921), був німецьким іммігрантом єврейського походження, який іммігрував до США в 1855 році. Працюючи лікарем за професією, під час громадянської війни служив в армії Півдня і був одним з основоположників фізіотерапії.
У 1881 році його родина переїхала до Нью-Йорка, де Бернард вступив до Сіті-коледжу. Після закінчення навчання він почав працювати брокером у фірмі AA Housman and Company. Придбав місце на Нью-Йоркській фондовій біржі. Займався успішними брокерськими операціями з цукровими контрактами. У 1903 році він заснував свою власну брокерську фірму; у 33 роки став мільйонером. Попри процвітання практики створення різноманітних трастів з метою маніпуляції ринком, Барух проводив усі свої операції самостійно, за що і здобув прізвисько «самотній вовк Wall Street».

## Радник президента
Активна участь Баруха в політичному житті почалася в 1912 році. Своїми грошима він підтримав Вудро Вільсона в його президентській компанії. У фонд демократів Барух вніс $50 тис. У подяку за це Вільсон призначив його на посаду в відомство національної оборони. Під час Першої світової війни він став головою Військово-Промислового Комітету (англ. War Industries Board) і зіграв ключову роль в переорієнтуванні американської промисловості під військові потреби.
Після Першої світової війни працював у Вищій економічній раді Версальської конференції і був особистим економічним радником президента Т. В. Вільсона. Після Вудро Вільсона він залишався незмінним радником президентів Воррена Гардінга, Герберта Гувера, Франкліна Д. Рузвельта і Гаррі Трумена. Під час Другої світової війни Франкліна Д. Рузвельта призначив Баруха головою комітету з ліквідації нестачі каучуку. У 1943 році Барух став радником директора військової мобілізації Д. Бірнса.

## «План Баруха»
У 1946 році Гаррі Трумен призначив Баруха представником США в комісії ООН з атомної енергії (англ. United Nations Atomic Energy Commission). На першому засіданні Комісії, 14 червня 1946 року, Барух представив план повної заборони ядерної зброї, який увійшов в історію під назвою «План Баруха».
Цей план передбачав:
- Обмін відповідною інформацією між усіма державами, які проводять дослідження в ядерній галузі.
- Виключно мирний характер усіх ядерних програм.
- Знищення ядерної зброї та інших видів зброї масового знищення.

Для виконання цих завдань пропонувалося створити компетентні міжнародні структури, які мали б контролювати дії окремих держав. План також включав створення Міжнародного агентства з атомної розробки (Atomic Development Authority), якому передавався б контроль над атомним виробництвом та обмін дослідженнями між країнами.
Крім того, передбачалося передати США технологічну інформацію з атомної енергетики. Контроль агентства мав здійснюватися через міжнародні інспекції на місцях. Центральним органом цього агентства мала стати Комісія ООН з атомної енергії.
Однак такий план не влаштовував СРСР, оскільки він, очевидно, уповільнив би рух Радянського Союзу до створення власного ядерного потенціалу. Саме тому радянська дипломатія на конференції ООН запропонувала ідею відмови від використання атомної енергетики.
Сам «План Баруха» ґрунтувався на доповіді Ачесона-Лілієнталя, до якої Барух вніс дві значні зміни:
1. На міжнародний орган з контролю за атомною енергією не поширювалося право вето постійних членів Ради Безпеки ООН.
2. Цей орган мав право вживати примусових заходів впливу на порушників правил контролю, минаючи Раду Безпеки ООН.

Ці положення суттєво суперечили Статуту ООН та його структурі, тому «План Баруха» не був прийнятий. Американський дипломат та історик Б. Бечхофер, який у 1950-ті роки брав участь у переговорах про роззброєння у складі делегацій США, зазначив про цей проєкт:
"Підхід до вето, що містився в плані Баруха, вніс у переговорний процес сторонній і непотрібний елемент, що дозволив Радянському Союзу зайняти позицію, завдяки якій він отримав суттєву підтримку за межами свого блоку. Позиція Баруха щодо вето є екстремальним прикладом його ізоляції від генеральної лінії зовнішньої політики США."
США пішли ва-банк, запропонувавши відмовитися від своєї ядерної зброї за умови, що інші держави зобов'яжуться не виробляти її та погодяться створити ефективну систему контролю. США відкинув цей план, пояснюючи це тим, що в ООН домінували США та їхні союзники, і тому їм не можна було довіряти.
Радянський Союз запропонував, щоб США знищили свої ядерні боєприпаси до того, як інші країни створять систему контролю. Однак цю пропозицію США відхилили.
У підсумку план так і не був прийнятий через накладене СРСР вето в Раді Безпеки ООН. Комісія припинила свою діяльність у 1949 році. Після провалу «Плану Баруха» та відхилення радянської ініціативи у світі почалися ядерні перегони озброєнь.